# 도브스 대 잭슨 여성 건강 기구 사건

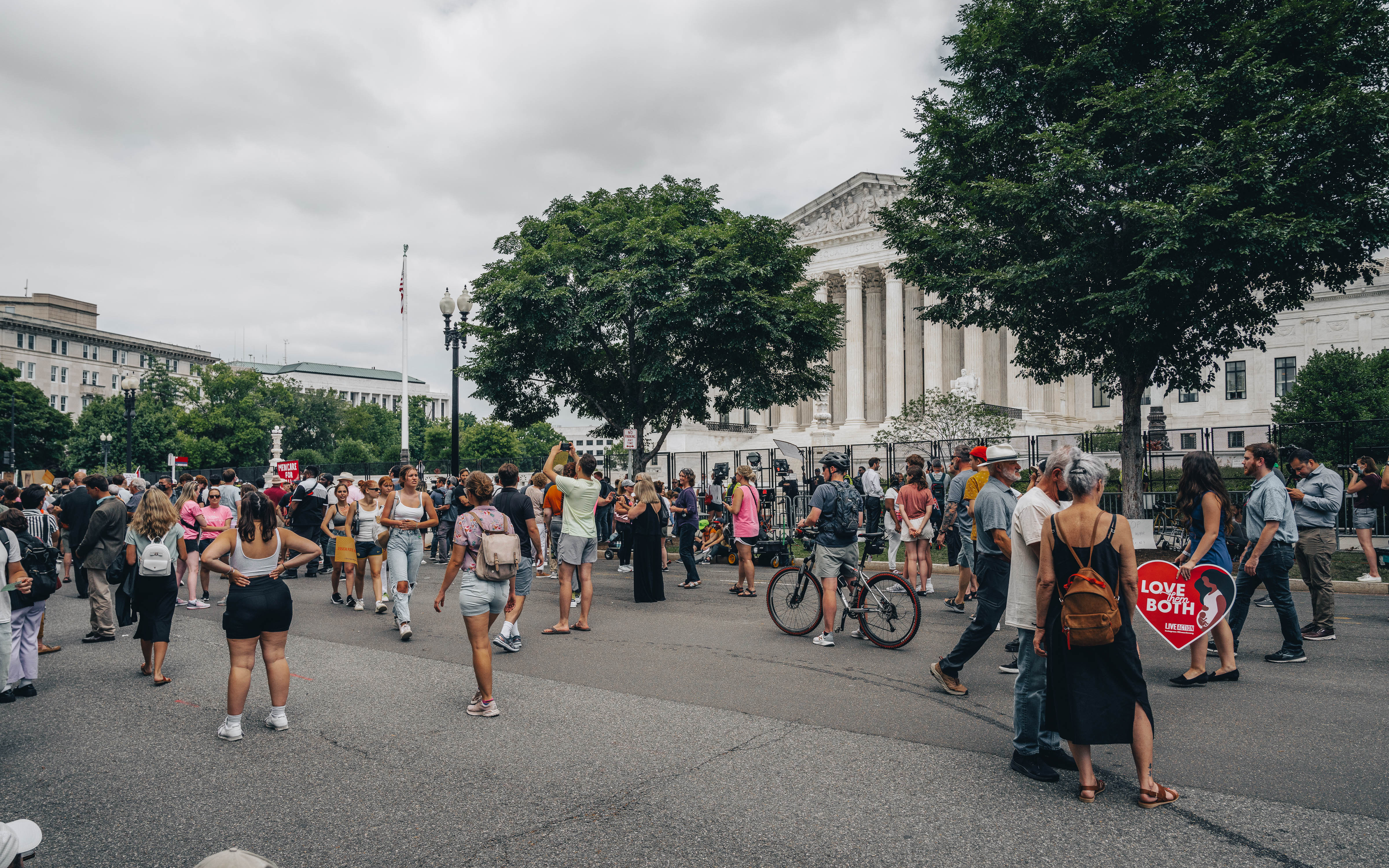

도브스 대 잭슨 여성 건강 기구 사건(Dobbs v. Jackson Women's Health Organization)은 미국 수정 헌법 제14조가 낙태권에 대한 보장을 포함하고 있는가의 여부에 관련된 미국 연방 대법원의 판례이다. 연방 대법원은 해당 사건에 대해 수정 헌법 제14조는 낙태권에 대한 보장을 포함하지 않는다고 판결하였다. 이 판결에 따라 로 대 웨이드 사건의 판례는 무효화되었다.
도브스 대 잭슨 여성 건강 기구 사건(2022)에서 미국대법원은 미국 헌법은 낙태권을 명시하지 않는다고 판단했고, 이에 따라 로 대 웨이드 (1973) 그리고 플랜드페런트후드 대 케이시 (1992) 둘모두를 무효화했다.
그 소송은 2018년 미시시피 주법의 합헌성에 대한 것이었는데 그 주법은 임신 초기 15주 이후의 대부분의 낙태 수술을 금지했다. 잭슨 여성 건강 기구는, 미시시피의 유일한 낙태 병원인데, 토머스 도브스, 즉 미시시피주 보건국장을 상대로, 2018년 3월에 소송을 걸었다. 하급법원은 가처분으로 그 법의 효력을 정지시켰었다. 그 가처분은 플랜드페런트후드 대 케이시의 판결에 기초했는데, 그 판결은 태아 체외 생존력 기간, 즉 보통 첫 24주 전에 주정부가 낙태를 금지하지 못 하게 했고, 미국 수정헌법 14조 아래에서 개인의 권리에 의해 그 시간 동안에 낙태에 대한 여성의 선택권은 보호된다는 원칙에 의해서 그러하다.
트럼프 정권 도안에 강화된 그리고 에이미 코니 배럿 판사의 2020년 임명으로 절정에 이른 대법원의 이데올로기적인 변화는 사회적 보수론자들이 로 사건에 도전하는 잠재적 도구로 도브스 판결을 만들었다. 새롭게 보수적인 법원이 로 사건을 번복해야한다는 듯이 엄격하게 낙태를 규제하기 위해 많은 주정부가 방아쇠 법을 포함해서, 발의안을 통과시켰다. 도브스 사건은 2021년 5월에 발효된, 텍사스 심장박동 법안에 대한 법적 분쟁의 시작으로 더 많은 주목을 얻었는데, 거의 기록을 세우는 법정조언자 제도 적용으로 이어졌다. 대법원으로 오기 전에 구두변론이 2021년 12월에 열렸다. 2022년 5월에, 새뮤얼 알리토 판사에 의한 누출된 초안 다수 의견을 폴리티코는 기사로 냈는데, 그것은 방아쇠 법을 더 많은 주들이 통과시키도록 만들었냈고;  그 누출된 초안은 2022년 6월 24일에 내려진 최종 결정과 대부분 일치했다.            
법원은 하급 법원 판결을 6대3으로 판결해 뒤집었다; 더 작은 다수인 다섯 명의 판사들은 로 대 케이시를 뒤집으면서 그 의견에 함께했다.